# Rade Končar Beograd
Rade Končar Beograd (code BELEX : RDKN) est une entreprise serbe qui a son siège social à Novi Beograd, un quartier de Belgrade, la capitale de la Serbie. Elle travaille dans le domaine des services.

## Histoire
Rade Končar Beograd est ainsi nommée en hommage à Rade Končar, un partisan communiste, héros de la Seconde Guerre mondiale. 
L'entreprise a été admise au marché non réglementé de la Bourse de Belgrade le 22 mars 2007.

## Activités
Rade Končar Beograd propose des services d'entretien et de réparation des véhicules à moteur.

## Données boursières
Le 28 mars 2013, l'action de Rade Končar Beograd valait 42 000 RSD (375,32 EUR). Elle a connu son cours le plus élevé, soit 71 539 RSD (639,19 EUR), le 20 février 2008 et son cours le plus bas, soit 6 005 RSD (53,65 EUR), le 22 mai 2007.
Le capital de Rade Končar Beograd est détenu à hauteur de 83,77 % par des entités juridiques, dont 24,69 % par AKRK-1 d.o.o. Beograd, 24,07 % par AKRK-2 d.o.o. Beograd, 17,50 % par AKRK-4 d.o.o. Beograd et 15,25 % par AKRK-3 d.o.o. Beograd ; les personnes physiques en détiennent 16,22 %.